# Best Off Sky Ranger
Sky Ranger — лёгкий одномоторный, двухместный  многоцелевой самолёт, производящийся на Украине по французской лицензии. Двигатель самолёта работает на автомобильном бензине. На самолёте может устанавливаться парашютная спасательная система с принудительным открытием.

## Характеристики
- Вес пустого, кг 185
- Максимальный взлётный вес, кг 450
- Грузоподъёмность в т.ч топливо, кг 265
- Разбег, м 100
- Максимальная крейс. скорость, км/ч 145
- Скороподъёмность, м/с 4
- Расход топлива, 75 % мощности, л 16
- Максимальная дальность полёта, км 500
- Потолок, м. 4500
- Расчётная перегр, g +6/-3

## Аварии и катастрофы
- 30 апреля 2014 года, в Московской области потерпел катастрофу самолёт «Sky Ranger». Погиб один человек, второй получил ранения[1].
- 20 сентября 2014 года, в Тверской области потерпел аварию самолёт «Sky Ranger». Пилот получил ранения[2].
- 26 апреля 2015 года, в Киевской области потерпел аварию самолёт «Sky Ranger». Пилот и пассажир получили ранения[3].